# 布里萨戈-瓦尔特拉瓦利亚
布里萨戈-瓦尔特拉瓦利亚（義大利語：Brissago-Valtravaglia），是意大利瓦雷泽省的一个市镇。总面积6平方公里，人口1236人，人口密度206.0人/平方公里（2009年）。国家统计（ISTAT）代码为012022。